# Robert Kingsford
Pour les articles homonymes, voir Kingsford.
Robert Kennett Kingsford, né le 23 décembre 1849 à Sydenham et mort le 14 octobre 1895 à Adélaïde en Australie, est un footballeur anglais. Il remporte la coupe d'Angleterre de football en 1873 et il est sélectionné une fois en équipe d'Angleterre de football.

## Biographie
Né à Sydenham, Robert Kingford suit sa scolarité au Marlborough College, où il joue au football. Après ses études il rejoint le Old Marlburians FC puis le Wanderers Football Club avec lequel il remporte la coupe d'Angleterre de football en 1873.
Kingsford est sélectionné une seule fois en équipe d'Angleterre de football. Il joue le 7 mars 1874 contre l'équipe d'Écosse de football. L'Écosse l'emporte sur le score de 2 buts à 1, le but anglais est marqué par Kingsford à la 22e minute du match.
Kingsford joue aussi en faveur de Crystal Palace et représente le Surrey. Il succède à Charles Alcock en 1874 dans le rôle de secrétaire des Wanderers.
Robert Kingsford joue également au cricket au plus haut niveau, disputant 3 rencontres de premier niveau avec le Surrey County Cricket Club en tant que gardien de guichet.
Kingsford étudie en parallèle le droit avant d'émigrer vers Adélaïde en Australie où il serait mort.

## Palmarès
- Wanderers FC
  - Vainqueur de la Coupe d'Angleterre en 1873